# Diócesis de Kasongo
La diócesis de Kasongo (en latín: Dioecesis Kasongoënsis y en francés: Diocèse de Kasongo) es una circunscripción eclesiástica de la Iglesia católica en la República Democrática del Congo. Se trata de una diócesis latina, sufragánea de la arquidiócesis de Bukavu. Desde el 11 de marzo de 2014 su obispo es Placide Lubamba Ndjibu, de los Misioneros de África.

## Territorio y organización
La diócesis tiene 75 365 km² y extiende su jurisdicción sobre los fieles católicos de rito latino residentes en el territorio de Pangi y parte de los de Kasongo y Kabambare en la provincia de Maniema y el territorio de Shabunda en la provincia de Kivu del Sur.
La sede de la diócesis se encuentra en la ciudad de Kasongo, en donde se halla la Catedral de San Carlos Borromeo.
En 2021 en la diócesis existían 16 parroquias.

## Historia
El vicariato apostólico de Kasongo fue erigido el 10 de enero de 1952 con la bula Pro supremi del papa Pío XII, obteniendo el territorio de los vicariatos apostólicos de Baudouinville (hoy diócesis de Kalemie-Kirungu) y Kivu (hoy arquidiócesis de Bukavu).
El 10 de diciembre de 1959 el vicariato apostólico fue elevado a diócesis con la bula Cum parvulum del papa Juan XXIII.
El 16 de abril de 1962 cedió una parte de su territorio para la erección de la diócesis de Uvira mediante la bula Sollemnis Dei del papa Juan XXIII.

## Estadísticas
Según el Anuario Pontificio 2022 la diócesis tenía a fines de 2021 un total de 741 664 fieles bautizados.
| Año                                                                             | Población            | Población | Población      | Sacerdotes | Sacerdotes    | Sacerdotes    | Bautizados por sacerdote | Diáconos permanentes | Religiosos | Religiosos | Parroquias |
| Año                                                                             | Bautizados católicos | Total     | % de católicos | Total      | Clero secular | Clero regular | Bautizados por sacerdote | Diáconos permanentes | Varones    | Mujeres    | Parroquias |
| ------------------------------------------------------------------------------- | -------------------- | --------- | -------------- | ---------- | ------------- | ------------- | ------------------------ | -------------------- | ---------- | ---------- | ---------- |
| 1970                                                                            | 115 438              | 485 000   | 23.8           | 41         | 7             | 34            | 2815                     |                      | 53         | 25         | 3          |
| 1980                                                                            | 160 000              | 650 000   | 24.6           | 39         | 4             | 35            | 4102                     |                      | 42         | 42         | 15         |
| 1990                                                                            | 176 959              | 630 295   | 28.1           | 48         | 9             | 39            | 3686                     |                      | 48         | 48         | 16         |
| 1999                                                                            | 220 000              | 900 000   | 24.4           | 43         | 17            | 26            | 5116                     |                      | 41         | 43         | 16         |
| 2000                                                                            | 230 000              | 900 000   | 25.6           | 27         | 22            | 5             | 8518                     |                      | 19         | 39         | 15         |
| 2001                                                                            | 240 000              | 900 000   | 26.7           | 34         | 21            | 13            | 7058                     |                      | 25         | 15         | 15         |
| 2002                                                                            | 293 840              | 900 000   | 32.6           | 41         | 22            | 19            | 7166                     |                      | 31         | 18         | 15         |
| 2003                                                                            | 336 950              | 1 050 000 | 32.1           | 44         | 25            | 19            | 7657                     |                      | 29         | 20         | 15         |
| 2004                                                                            | 230 000              | 900 000   | 25.6           | 36         | 23            | 13            | 6388                     |                      | 23         | 17         | 14         |
| 2006                                                                            | 298 675              | 965 000   | 31.0           | 41         | 27            | 14            | 7284                     |                      | 23         | 24         | 15         |
| 2013                                                                            | 590 000              | 1 298 000 | 45.5           | 40         | 32            | 8             | 14 750                   |                      | 13         | 16         | 15         |
| 2016                                                                            | 611 660              | 1 404 248 | 43.6           | 54         | 44            | 10            | 11 327                   |                      | 20         | 19         | 16         |
| 2019                                                                            | 675 000              | 1 542 800 | 43.8           | 51         | 46            | 5             | 13 235                   |                      | 11         | 20         | 16         |
| 2021                                                                            | 741 664              | 2 176 000 | 34.1           | 53         | 46            | 7             | 13 993                   |                      | 13         | 28         | 16         |
| Fuente: Catholic-Hierarchy, que a su vez toma los datos del Anuario Pontificio. |                      |           |                |            |               |               |                          |                      |            |            |            |

## Episcopologio
- Richard Cleire, M.Afr. † (10 de enero de 1952-5 de abril de 1963 renunció[nota 1])
- Noël Mala † (5 de abril de 1963-31 de julio de 1964 falleció)
- Timothée Pirigisha Mukombe † (29 de septiembre de 1966-30 de abril de 1990 renunció)
- Christophe Munzihirwa Mwene Ngabo, S.I. † (30 de abril de 1990 por sucesión-14 de marzo de 1995 nombrado arzobispo de Bukavu)
- Théophile Kaboy Ruboneka (2 de noviembre de 1995-21 de abril de 2009 nombrado obispo coadjutor de Goma)
  - Sede vacante (2009-2014)
- Placide Lubamba Ndjibu, M.Afr., desde el 11 de marzo de 2014